# Merry Christmas (Bing Crosby)
Merry Christmas è una raccolta discografica natalizia di dischi in gommalacca a 78 giri registrata dal cantante statunitense Bing Crosby e pubblicata per la prima volta nel 1945 dalla Decca Records.

## Tracce
Disco 1
1. Silent Night
2. Adeste Fideles

Disco 2
1. White Christmas
2. Let's Start the New Year Right

Disco 3
1. I'll Be Home for Christmas
2. Danny Boy

Disco 4
1. Faith of Our Fathers
2. God Rest Ye Merry Christmas

Disco 5
1. Jingle Bells
2. Santa Claus Is Coming to Town